# 田中一次
田中 一次（たなか いちじ、1910年（明治43年）6月4日 - 1981年（昭和56年）8月27日）とは、能楽囃子方、笛方森田流能楽師（職分）。

## 来歴
兵庫県姫路市生まれ。小鼓方を志したが指の故障により断念して笛方に転向し、笛方森田流の玄人ではない者に師事して玄人になったという異例の経歴を持つ。1932年（昭和7年）当時一流派をなしていた梅若流の梅若家に入門し、梅若家座付で舞台出演を始めた。1940年（昭和15年）森田流分家の森田光風に師事。
1957年（昭和32年）日本能楽会（重要無形文化財保持者に総合認定された者の団体）が結成され、1967年（昭和42年）から日本能楽会会員。1966年（昭和41年）度、芸術祭奨励賞。1979年（昭和54年）度、芸術選奨文部大臣賞。

## DVD
- 能楽名演集1 観世流「隅田川」梅若六郎 角当直隆 宝生弥一 宝生閑 田中一次 鵜澤寿 瀬尾乃武、NHKエンタープライズ
- 能楽名演集1 喜多流「頼政」喜多六平太／「弱法師」友枝喜久夫 松本謙三 善竹十郎 田中一次 鵜澤速雄 柿原崇志、NHKエンタープライズ
- 能楽名演集2 観世流「鞍馬天狗・白頭」梅若実／「恋重荷」観世銕之丞（雅雪） 観世静夫 森茂好 善竹圭五郎 田中一次 幸正影 瀬尾乃武 金春惣右衛門、NHKエンタープライズ